# Organul lui Corti
Organul lui Corti este situat în canalul cohleei (parte a urechii interne), fiind responsabil de auz.
Organul lui Corti conține celule senzoriale care sunt dotate la suprafața lor cu cili care se scaldă într-un lichid, endolimfa. 
Cili preiau mișcarea undelor de lichid provocate de sunete și o transformă în fenomene electrice care se propagă la celulele nervoase.